# Mariä Himmelfahrt (Kemnath)

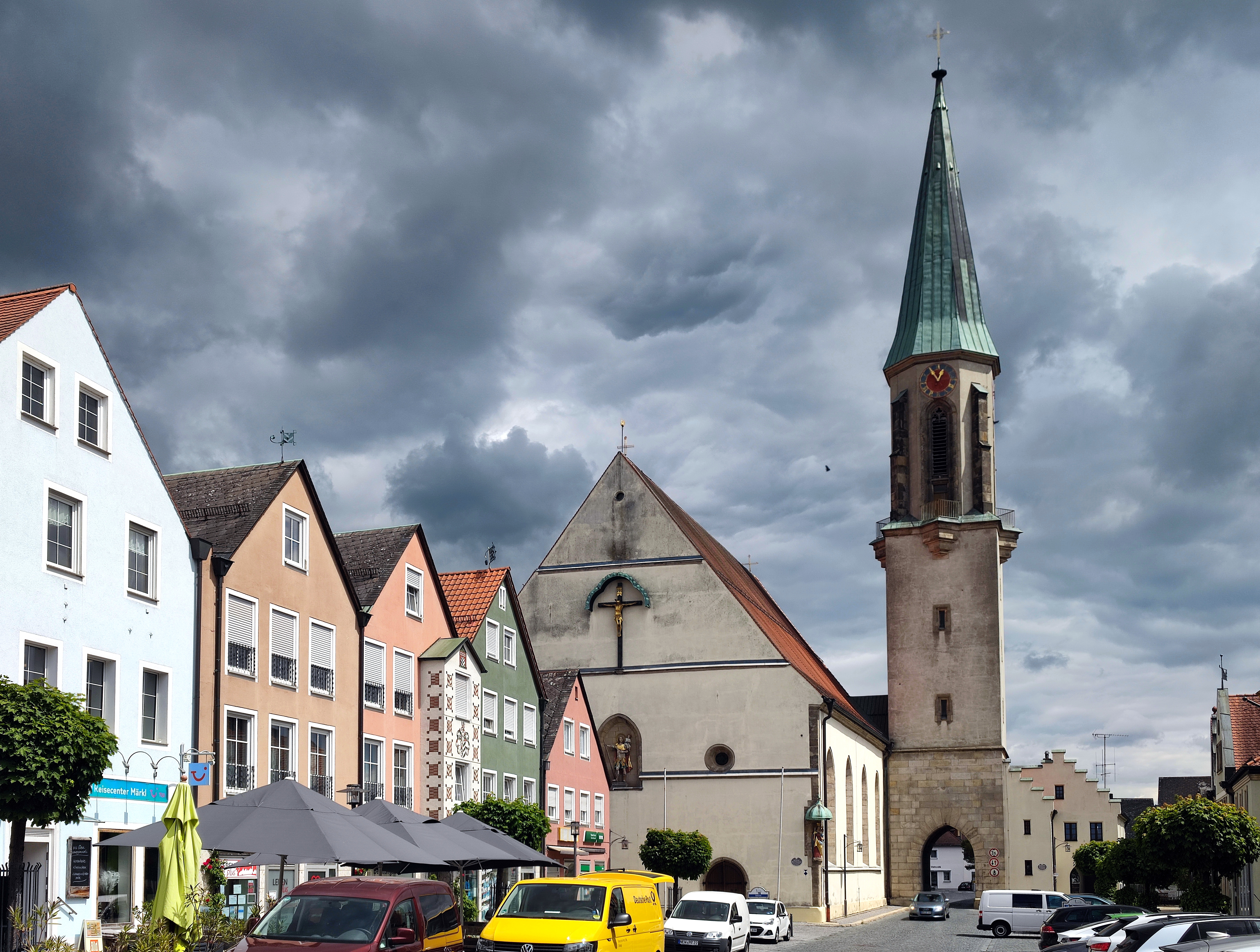
Pfarrkirche Mariä Himmelfahrt

Die Pfarrkirche Mariä Himmelfahrt ist die römisch-katholische Pfarrkirche der Stadt Kemnath in der nördlichen Oberpfalz im Bistum Regensburg. Erbaut wurde die Kirche, die heute unter Denkmalschutz steht, im 15. Jahrhundert.

## Geschichte
Bereits seit dem Jahr 1259 befand sich an dem Platz der heutigen Kirche eine Marienkirche mit Pfarrhof. Zwischen 1364 und 1387 wurde der Pfarrsitz, der sich ursprünglich in Oberndorf, heute ein Ortsteil von Kemnath, befand, nach Kemnath verlegt. Gegen Ende des 15. Jahrhunderts entschied sich die Bevölkerung zum Bau einer neuen größeren Kirche, die das alte Kirchlein ersetzte. Über dem linken Eingangsportal befindet sich außen die Jahreszahl 1448, wahrscheinlich das Jahr der Erbauung. Die Inschrift „1506“ weist vielleicht auf das Jahr der Vollendung hin. In der Zeit der Reformation wurden aus der Kirche nahezu alle Ausstattungsgegenstände entfernt, sodass die Bevölkerung in einem Bittschreiben die Behörden darum bat, wenigstens die nötigsten Gegenstände wie einen Altar, einen Taufstein und ein Kreuz in der Kirche zu belassen. Beim Stadtbrand von Kemnath 1572 erlitt das Bauwerk großen Schaden, der Kirchturm wurde vollständig zerstört und das Schiff schwer beschädigt.
Nach dem Dreißigjährigen Krieg wurde der Katholizismus in der Region wieder belebt, in Kemnath unter anderem das Franziskanerkloster Kemnath gegründet und die Pfarrkirche in den Jahren 1650 bis 1700 mit Altären und Statuen ausgestattet.
In den 1960er und 1970er Jahren wurde das Kirchengebäude fast vollständig renoviert. Die Erneuerung begann 1963 mit der Renovierung der Altäre durch den Kirchenmaler Michael Neunert. Das Kirchendach wurde neu eingedeckt, Mitte der 1970er Jahre die Außenfassade des Langhauses und des Turmes neu verputzt und der Innenraum teilweise neu ausgestattet.

## Beschreibung

### Außenbau
Die Pfarrkirche Mariä Himmelfahrt ist eine Hallenkirche mit Gewölbe. Die dreischiffige Pfarrkirche stammt aus der Spätgotik. An die Südostseite fügt sich der Kirchturm mit quadratischem Grundriss an, der zugleich als Stadtturm diente. Der 58 Meter hohe Turm mit einer Tordurchfahrt ist das höchste Bauwerk der Stadt und bildet das östliche Ende des Kemnather Stadtplatzes.

### Ausstattung

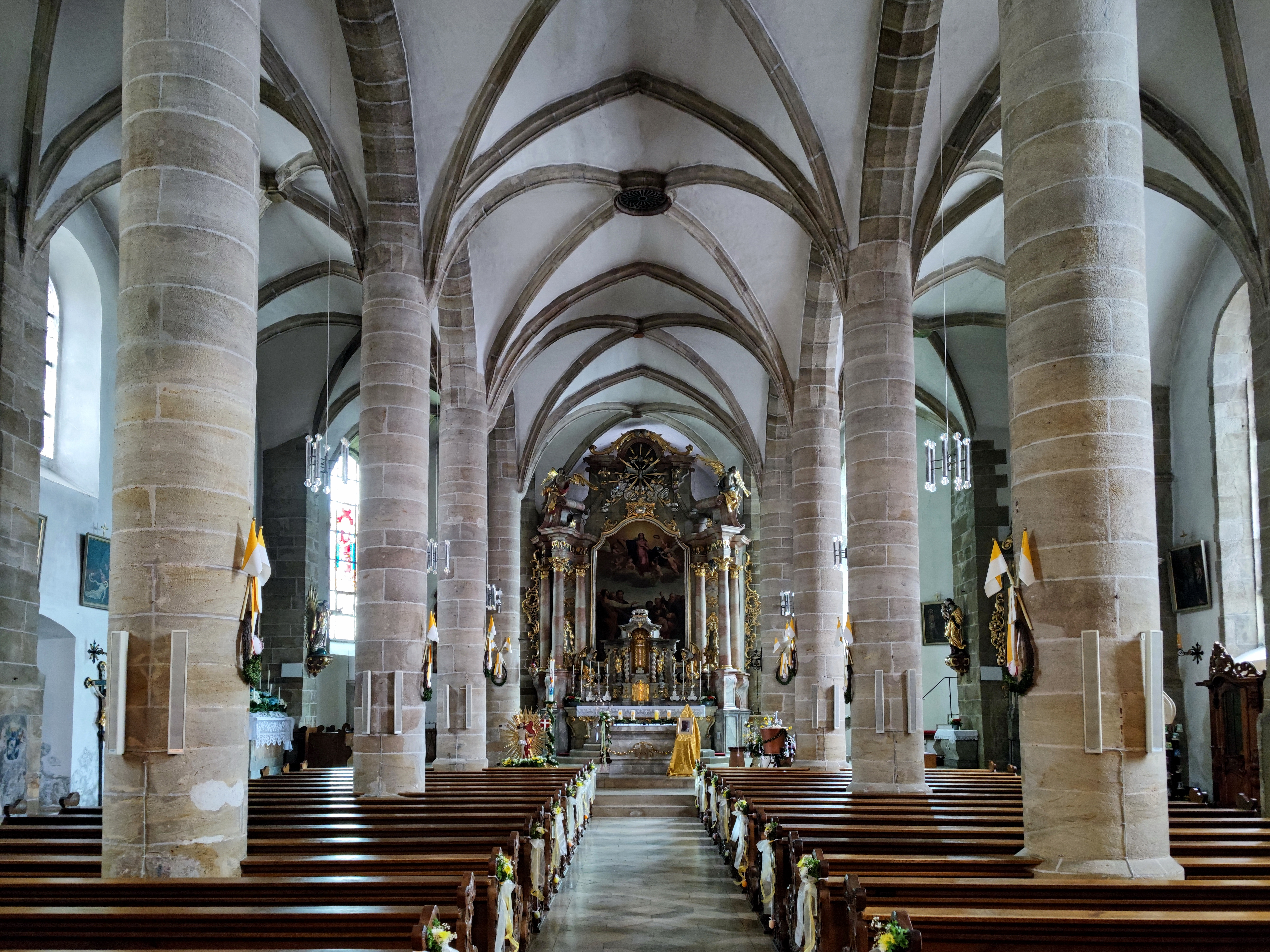
Pfarrkirche Mariä Himmelfahrt: Innenraum

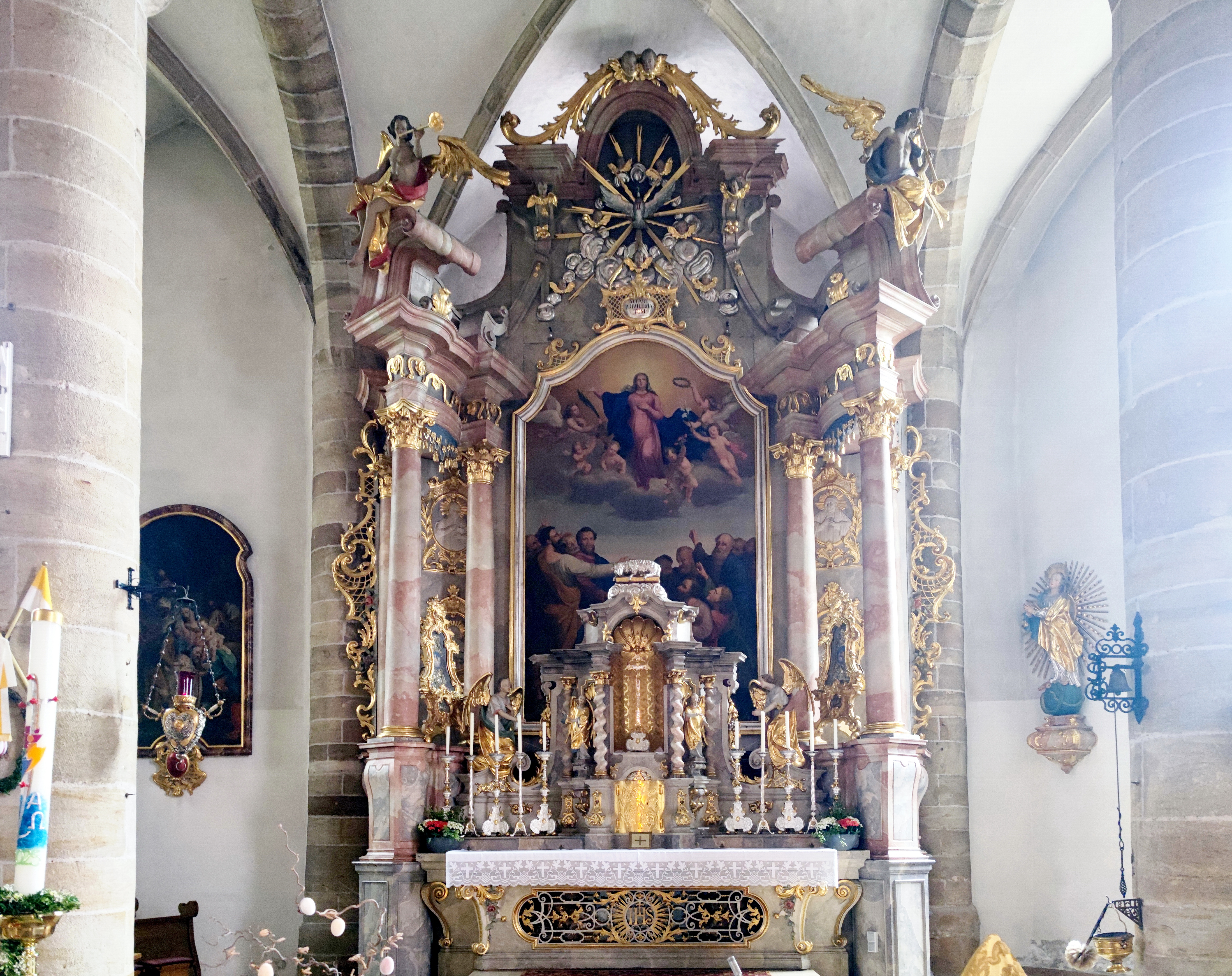
Pfarrkirche Mariä Himmelfahrt: Hochaltar

Der Hochaltar kam 1644 in die Kirche und 1690 wurde vom Regensburger Weihbischof Albert Ernst von Wartenberg geweiht. Rund ein Jahrhundert nach seinem Einbau wurde er bereits von Grund auf erneuert und farblich neu gefasst. Auf dem Altarbild, das 1859 von zwei einheimischen Malern gefertigt wurde, ist Mariä Aufnahme in den Himmel dargestellt. 1908 bekam der Altar von einem Bildhauer aus Regensburg einen neuen Tabernakelaufbau. Unter der Altarmensa in einem Glasschrein befindet sich eine Reliquie des Katakombenheiligen Primianus, die am 27. August 1692 dem Kemnather Pfarrer zur Verehrung in der Pfarrei übergeben wurde.
Die beiden Seitenaltäre im Altarraum aus dem Jahr 1650 sind den Heiligen Sebastian und Laurentius geweiht. Auf dem Altarbild des Sebastiansaltars das ist das Martyrium des heiligen Sebastian dargestellt, eine Kopie aus der Jesuitenkirche St. Michael in München. Das kleine Bild zeigt die Taufe Jesu im Jordan durch Johannes den Täufer. Auf dem Altarbild des Laurentiusaltars ist der Märtyrertod des heiligen Laurentius, auf dem kleinen Altarbild die Steinigung des heiligen Stephanus dargestellt.
Die beiden Altäre im Kirchenschiff sind in Fensternischen eingepasst. Der Kreuzaltar, verziert mit mehreren Putten, zeigt das Leiden und Sterben Jesu mit dem gekreuzigten Jesus und der schmerzhaften Muttergottes darunter. An den beiden Seiten befinden sich Figuren des Apostels Johannes und der Maria Magdalena. Der Schmerzhafte Muttergottesaltar gegenüber kam 1930 anstelle eines Johannes-Nepomuk-Altars in die Kirche. In der Mitte ist eine Pietà und an den Seiten sind Figuren der Heiligen Barbara und Georg angebracht.

### Orgel

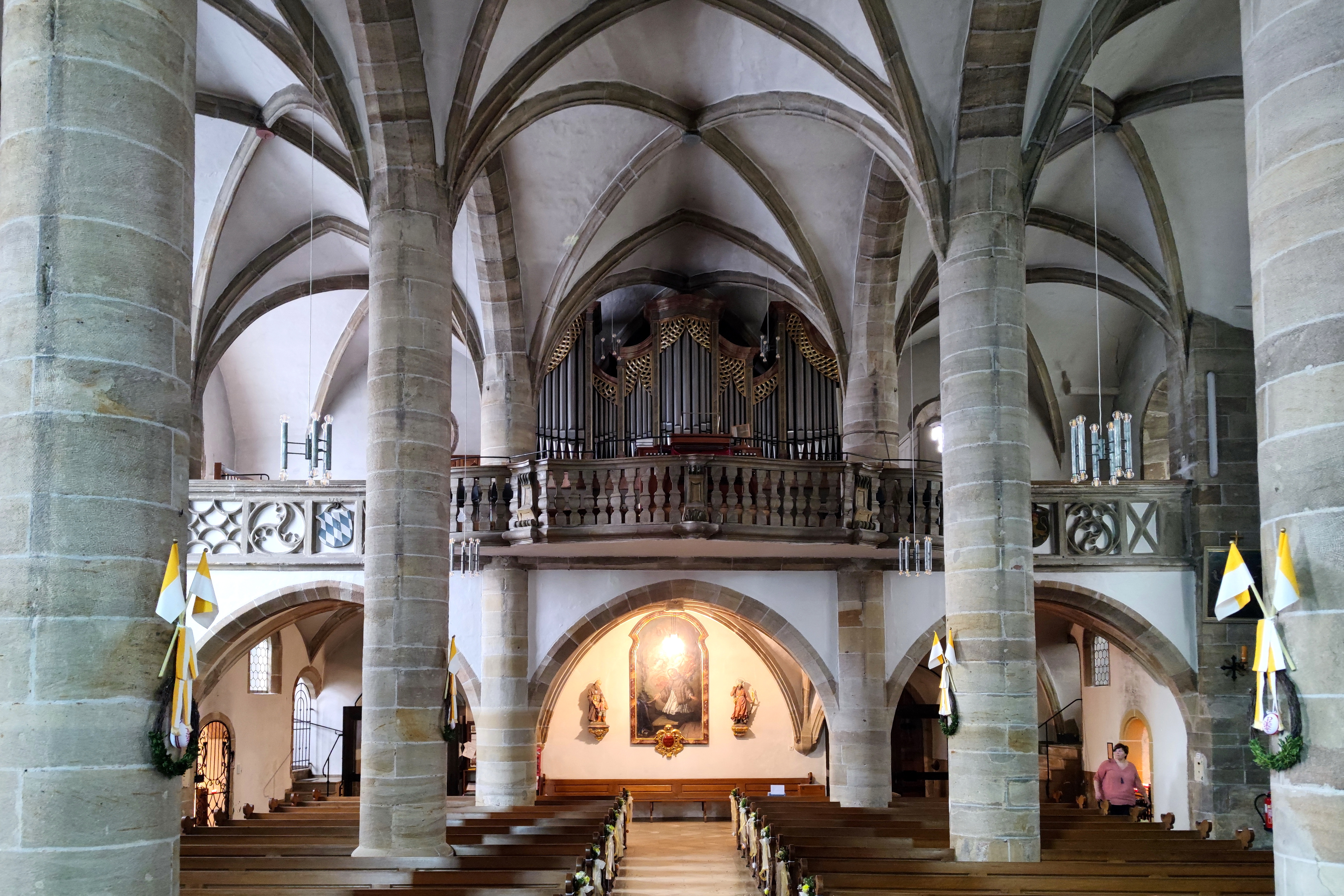
Pfarrkirche Mariä Himmelfahrt: Empore mit Orgel

Die Orgel, 1998 erbaut von Sandtner, hat 26 Register auf zwei Manualen und Pedal hat folgende Disposition:
| III+I Schwellwerk |                       |        |
| 01.               | Flauto                | 08′    |
| 02.               | Salicional            | 08′    |
| 03.               | Vox coelestis         | 08′    |
| 04.               | Prestant              | 04′    |
| 05.               | Querflöte             | 04′    |
| 06.               | Waldflöte             | 02′    |
| 07.               | Cornet de Récit III 0 | 02 ⁄3′ |
| 08.               | Mixtur III            | 02′    |
| 09.               | Fagott                | 16′    |
| 10.               | Oboe                  | 08′    |
|                   | Tremulant             |        |

| II Hauptwerk |               |        |
| 11.          | Principal     | 8′     |
| 12.          | Copel         | 8′     |
| 13.          | Gemshorn      | 8′     |
| 14.          | Octave        | 4′     |
| 15.          | Rohrflöte     | 4′     |
| 16.          | Nasard        | 2 ⁄3′  |
| 17.          | Superoctave 0 | 2′     |
| 18.          | Terz          | 1 3⁄5′ |
| 19.          | Mixtur IV     | 1 ⁄3′  |
| 20.          | Trompete      | 8′     |
|              |               |        |

| Pedal |            |     |
| 21.   | Subbaß     | 16′ |
| 22.   | Octavbaß   | 08′ |
| 23.   | Gedecktbaß | 08′ |
| 24.   | Octave     | 04′ |
| 25.   | Posaune    | 16′ |
| 26.   | Trompete   | 08′ |

- Koppeln: II – I, II – P, I - P
- Spielhilfen: 128fache Setzerkombination (Doppeltraktur) auf vier Ebenen (insgesamt 512 Kombinationen), Sequenzer Vor- und Rücklauf.